# Il principe dei draghi
Il principe dei draghi (The Dragon Prince) è una serie animata statunitense in grafica computerizzata creata per Netflix da Aaron Ehasz e Justin Richmond e prodotta da Wonderstorm.
La serie, ambientata in un mondo immaginario, racconta il viaggio dei due fratellastri Callum ed Ezran insieme ad un'elfa di nome Rayla per restituire un uovo appartenente al re dei draghi e impedire lo scontro tra uomini ed elfi. La prima stagione è stata diffusa il 14 settembre 2018 e la seconda stagione il 15 febbraio 2019. Una terza stagione, confermata nel marzo 2019, è stata pubblicata il 22 novembre 2019. Un videogioco basato sulla serie è in sviluppo. Durante il San Diego Comic-Con International in data 4 luglio 2020, è stata confermato il rinnovo della serie per quattro ulteriori stagioni, ognuna di 9 episodi e anche che Netflix produrrà l'intera saga.
Durante il San Diego Comic-Con International 2024, viene annunciata la produzione di tre nuove stagioni della serie, arrivando ad un totale di dieci.

## Trama
Molto tempo fa, il continente di Xadia era un luogo meraviglioso e ricco di magia, derivante dalle sei fonti primarie: il Sole, la Luna, le Stelle, la Terra, il Cielo e l'Oceano. Ma un giorno un mago umano ne scoprì una settima: la magia oscura, in grado di assorbire l'energia primaria dagli esseri viventi. Inorriditi da questa pratica abominevole, gli elfi e i draghi mandarono in esilio tutti gli umani verso l'estremità occidentale, dividendo così il continente in due: a est le magiche terre di Xadia (abitate da elfi, draghi e altre creature magiche), a ovest i regni umani. Per secoli, il confine tra i due venne sorvegliato dal Re dei Draghi in persona, un Arcidrago del cielo conosciuto dagli umani come "Tuono". Dopo mille anni, gli umani utilizzarono un'inaudita magia oscura per uccidere Tuono, e in seguito distrussero il suo unico uovo contenente il suo erede, il Principe dei Draghi; ma con il loro gesto hanno gettato le basi per una guerra imminente
Mentre le forze si radunano, gli elfi tentano di assassinare il re umano Harrow e il suo erede, il giovane principe Ezran. Una tra gli elfi, la giovane Reyla, scopre insieme a Ezran e al suo fratellastro Callum che l'uovo del Principe dei Draghi non è stato distrutto, ma rubato. Insieme decidono di restituire l'uovo ai draghi per impedire la guerra. Ma il mago Viren, consigliere del re Harrow, è propenso al conflitto in modo che gli umani possano riprendersi i loro vecchi territori, e preso il potere dopo che il re viene assassinato manda i suoi due figli Claudia e Soren all'inseguimento dei fuggitivi.

## Episodi
| Stagione         | Libro             | Episodi | Prima USA | Prima Italia |
| ---------------- | ----------------- | ------- | --------- | ------------ |
| Prima stagione   | Libro 1: Luna     | 9       | 2018      | 2018         |
| Seconda stagione | Libro 2: Cielo    | 9       | 2019      | 2019         |
| Terza stagione   | Libro 3: Sole     | 9       | 2019      | 2019         |
| Quarta stagione  | Libro 4: Terra    | 9       | 2022      | 2022         |
| Quinta stagione  | Libro 5: Oceano   | 9       | 2023      | 2023         |
| Sesta stagione   | Libro 6: Stelle   | 9       | 2024      | 2024         |
| Settima stagione | Libro 7: Oscurità | 9       | 2024      | 2024         |

## Personaggi e doppiatori

### Personaggi principali
- Callum (stagioni 1-7), voce originale di Jack De Sena, italiana di Manuel Meli.
È il fratellastro maggiore di Ezran[8] e il figlio adottivo di re Harrow. Ha una passione nel disegnare e uno spiccato e insolito talento nell'uso della magia.
- Reyla (stagioni 1-7), voce originale di Paula Burrows, italiana di Emanuela Ionica.
È una giovane elfa guerriera dell'Ombra della Luna che in seguito si unisce a Callum ed Ezran per salvare l'uovo del Principe dei Draghi.
- Ezran (stagioni 1-7), voce originale di Sasha Rojen, italiana di Leonardo Angrisano.
È il principe ereditario di Katolis e allegro fratellastro minore di Callum, dotato della capacità di parlare con gli animali.
- Esca (stagioni 1-7).
L'animale domestico di Ezran, un rospo luminescente che cambia colore in base al proprio umore.
- Lord Viren (stagioni 1-6), voce originale di Jason Simpson, italiana di Andrea Mete.
È il consigliere di re Harrow, un praticante della magia oscura che cerca di far sopravvivere la propria razza (quella umana) con ogni mezzo necessario. E' il padre di Soren e Claudia. Viren possiede il bastone reliquia di ziard rubato a K’parr.Viren sacrifichera' se stesso nella stagione 6 per salvare katolis da Sol Regem.
- Re Harrow di Katolis (stagione 1-3, 5), voce originale di Luc Roderique, italiana di Alessio Cigliano.
È il padre di Ezran e patrigno di Callum. Ha un uccello domestico di nome Pip.
- Claudia (stagioni 1-7), voce originale di Racquel Belmonte, italiana di Erika Yoko Necci.
È la figlia di Viren, una talentuosa maga oscura e primo interesse romantico di Callum.
- Soren (stagioni 1-7), voce originale di Jesse Inocalla, italiana di Emanuele Ruzza. 
 Figlio di Viren sfacciato e sciocco. All’inizio tenta di ostacolare i principi seguendo il volere di suo padre, ma diventerà buono comprendendo le vere intenzioni quest’ultimo. Soren poi dopo la battaglia finale diventerà amico di Corvus.
- Runaan (stagione 1,7), voce originale di Jonathan Holmes, italiana di Marco Vivio.
È il capo zelante del gruppo di assassini elfi dell'Ombra della Luna con la missione di uccidere re Harrow e il figlio Ezran, e anche il padre surrogato di Rayla.
- Amaya (stagioni 1-7).
È la zia muta di Callum ed Ezran, un'abile guerriera e generale del regno di Katolis che difende la Breccia tra le nazioni umane e quelle degli elfi. Per comunicare utilizza la lingua dei segni.[9]
- Aaravos (stagioni 2-7), voce originale di Erik Todd Dellums, italiana di Simone D'Andrea.
È il narratore del prologo, un elfo Tocco di Stella che è stato imprigionato dal Re dei Draghi[10] . È un potentissimo arcimago, maestro sia di tutte e sei le fonti primarie che della magia oscura. Fa la sua comparsa nella seconda stagione attraverso lo specchio del Re dei Draghi in possesso di Viren.

Aaravos verrà liberato nella stagione 6 dopo che il team Zym ha cercato di fermarlo e poi Aaravos nella stagione 7 viene ucciso per sette anni fino al suo ritorno 
- Azymondias (Zym) (stagioni 1-7).
Il Principe dei Draghi, un drago del cielo figlio di Avizandum e Zubeia.
- Janai (stagioni 2-7), voce originale di Rena Anakwe, Italiana di Roberta de Roberto.
Una guerriera elfa del Fuoco del Sole, conosciuta anche come il Cavaliere d'oro di Lux Aurea, e la sorella minore della loro regina Khessa.

### Personaggi secondari

#### Umani
- Gren (stagioni 1-5), voce originale di Adrian Petriw, italiana di Massimiliano Manfredi.
È il vice e interprete di Amaya che rimane ottimista e concentrato anche nelle condizioni più difficili.
- Corvus (stagioni 1-5-7), voce originale di Omari Newton, italiana di Dimitri Winter.
È l'inseguitore della squadra di Amaya ed anche il membro più solitario, viene mandato a recuperare Callum ed Ezran. Dalla stagione 4 diventerà membro della Guardia della corona di katolis assieme a Soren.
- Ellis (stagione 1-2), voce originale di Nahanni Mitchell, italiana di Sara Tesei.
È una ragazzina con un forte legame con la sua lupa Ava. In passato Ellis la salvò da una trappola, anche se questa perse la zampa destra. A seguito della disperazione della ragazza, le due giungono sulla Caldera maledetta dove incontrano l'elfa illusionista Lujanne, la quale crea una zampa illusoria affinché Ava possa rimanere con Ellis.
- Opeli (stagioni 1-5), voce originale di Paula Burrows, italiana di Laura Facchin.
Un membro di spicco dell'Alto Concilio di Katolis.
- Principe Kasef, (stagione 3), voce originale di Vincent Tong.
Principe del regno di Neolandia, il quale sale al potere dopo che il padre è stato gravemente ferito dagli assassini ombra di Viren, e con cui decide di allearsi.
- Regina Sarai di Katolis (stagioni 2-3), voce originale di Kazumi Evans, italiana di Veronica Puccio.
La madre di Callum ed Ezran che morì diversi anni prima dell'inizio della serie per mano di Avizandum, durante una spedizione per salvare il regno di Duren.
- Capitan Villads (stagione 2, 5), voce originale di Peter Kelamis, italiana di Gerolamo Alchieri.
Un ex pirata cieco ed eccentrico che aiuta Callum, Ezran e Rayla nel loro viaggio. Possiede un pappagallo di nome Berto che gli funge da aiutante, ed è il capitano della nave Senzaruth. Soffre di alcuni casi di narcolessia, e nonostante abbia perso entrambi gli occhi riesce a orientarsi bene grazie ai suoi sensi.
- Regina Aanya (stagioni 2-3), voce originale di Zelda Ehasz.
La giovane sovrana del regno di Duren, che nonostante l'età si dimostra molto saggia.
- Saleer, (stagione 1-3), voce originale di Jonathan Holmes.
Un consigliere di Katolis che decide di allearsi con Viren.
- Barius, (stagioni 1-5), voce originale di Jason Simpson.
Un panettiere della corte di Katolis che ha molto a cuore Ezran, nonostante il giovane principe gli abbia sempre rubato molte delle sue crostate.
- Master Crow (stagioni 2-5), voce originale di Cole Howard, italiana di Alex Polidori.
Il vice del sempre assente Lord Crow, il principale custode dei corvi messaggeri della corte di Katolis.
- Ziard (stagioni 1, 3), voce originale di Brian Drummond, italiana di Daniele Raffaeli.
Il primo umano a usare la magia oscura prima dell'esilio dell'umanità verso la parte occidentali di Xadia. Fu ucciso durante lo scontro con Sol Regem, quando si rifiutò di rinunciare al suo nuovo potere.

#### Elfi
- Lujanne (stagioni 1-3), voce originale di Ellie King, italiana di Melina Martello.
È un'elfa dell'Ombra della Luna illusionista che funge da guardiana del Nexus lunare, uno dei sei altari elfici situato nei regni umani sulla Caldera maledetta. In passato aveva incontrato Ellis e la sua lupa Ava, creando una zampa illusoria per quest'ultima affinché il loro legame potesse continuare. Possiede una fenice lunare che ha chiamato Fe-Fe.
- Ibis, (stagioni 3-4), voce originale di Ian James Corlett.
Un mago elfo Ala del Cielo che funge da guardiano per la Regina dei Draghi.
- Khessa (stagioni 3, 5)
É la regina degli elfi del fuoco del sole.
- Nyx, (stagioni 3, 5), voce originale di Rhona Rees.
Nome completo "Naimi-Selari-Nykantia", è un'avida elfa Ala del Cielo, una dei pochi del suo genere dotata di ali. Desidera approfittare di ogni possibilità in cui incappa.
- Ethari, (stagione 3), voce originale di Vincent Gale.
Il marito di Runaan e padre adottivo di Rayla.
- Tiadrin e Lain (stagioni 3-5), voce originale di Tyrone Savage e Ely Jackson.
I genitori di Rayla facenti parte della Guardia del drago, un'unità elfica d'élite a guardia di Avizandum e Zubeia.
- Hendyr (stagione 3)
Elfo ala del cielo, membro della Guardia del drago.
- Kazi (stagioni 3-5), voce originale di Ashleica Edmond. 
Un interprete del Fuoco del Sole. Su Twitter è stato rivelato essere di genere non binario.
- Terry/Terrestrius (stagioni 4-7) il fidanzato di Claudia, nella stagione 7 la lascerà per seguire una strada migliore e si allea con Ezran, Soren e Corvus. È un ragazzo transgender.

• Garlon (stagioni 4) un elfo sangue della terra che addomestica draghi in modo violento. Verrà fermato da Soren e tramortito da quest'ultimo. 
- Principe Karim (stagioni 4-5), voce originale di Luc Roderique, voce italiana di Federico Bebi
- Akiyu/Tina delle maree (stagione 5), voce originale di Julie Lemieux, voce italiana di Paola Majano.
Un'arcimaga elfa burbera e solitaria che vive presso delle pozze di marea. In passato, una maga umana chiamata La Carceriera le ha fatto visita perché aveva bisogno dei suoi poteri per creare la prigione di Aaravos.
- Finnegrin (stagioni 5), voce originale di Tariq Leslie, italiana di Gabriele Sabatini.
Scaltro elfo delle maree. È il capitano di Zampe del Mare (una nave con zampe di crostaceo) e ha come guardia del corpo Elmer, da lui soprannominato Legnomarcio, un golem di legno che obbedisce ad ogni suo comando.

#### Draghi
- Avizandum (stagioni 1-3, 5-7), voce originale di Chris Metzen, Italiana di Stefano Starna.
Il Re dei Draghi, un arcidrago del cielo e il padre di Azymondias. Veniva chiamato dagli umani "Tuono" per via dei suoi fragorosi ruggiti. Viene ucciso da re Harrow, per vendicare la morte della moglie Sarai.
- Sol Regem (stagioni 1-3, 5-6), voce originale di Adrian Hough.
Il precedente Re dei Draghi, un arcidrago del sole e guardiano della Breccia dopo la morte di Avizandum. È stato accecato da Ziard nel tentativo di distoglierlo dall'usare la magia oscura, motivo per cui cova un profondo odio verso gli umani.

Morirà per mano di Aaravos dopo aver distrutto katolis 
- Pyrrah (stagioni 2-5-6-7).
Una femmina di drago del sole che viene salvata da Callum, Rayla ed Ezran nei regni umani.
- Zubeia (stagione 3-5-6-7), voce originale di Nicole Oliver, Italiana di Daniela Abruzzese.
La Regina dei Draghi, un arcidrago del cielo e la madre di Azymondias. A causa del dolore della perdita del compagno e del suo uovo cade in un sonno profondo.
- Rex Igneous (stagione 4-7) l'arcidrago della terra
- Domina Profundis (stagione 5-7) l'arcidrago dell'oceano

#### Animali e Creature magiche
- Ava (stagione 1-2)
È la lupa di Ellis. In passato Ellis la salvò da una trappola, anche se questa perse la zampa destra. A seguito della disperazione della ragazza, le due giungono sulla Caldera maledetta dove incontrano l'elfa illusionista Lujanne, la quale crea una zampa illusoria affinché Ava possa rimanere con Ellis.
- Pip (stagioni 1-2)
È l'uccello da compagnia del Re Harrow.
- Phe-Phe/Fe-Fe (stagioni 1-3)
È la fenice lunare di Lujanne. Si sacrificherà alla fine della terza stagione per aiutare Ezran, ma nella graphic novel Through the Moon, Lujanne userà una sua piuma per riportarla in vita.
- lBerto (stagioni 2, 5)
È il pappagallo di Villads.
- Elmer (stagione 5) e' la guardia del corpo di  Finnegrin
- L'essere (stagioni4-5...)

## Ambientazione

### Magia
La magia è la forza mistica che esiste nel mondo di Xadia, e tutte le creature magiche (come Draghi ed Elfi) sono nate collegate a una delle sei Fonti Primarie della magia e, come tali, hanno determinati poteri e abilità basati sulla rispettiva Fonte Primaria.
Le Fonti Primarie sono entità enormi e potenti del mondo naturale: il Sole, la Luna, le Stelle, la Terra, il Cielo e l'Oceano. Tutta la magia del mondo proviene e attinge dalle sei Fonti Primarie. Un mago può attingere a queste fonti per lanciare diversi incantesimi; per esempio, attingere alla magia Primaria del Cielo permette a un mago di lanciare incantesimi di vento e fulmini.
Questa connessione è chiamata Arcanum ed è descritta come "il segreto della Primaria, o il suo significato". Quel segreto diventa una "scintilla" che consente di accedere al potere della Primaria, rendendo impossibile l'uso della Magia Primordiale senza di esso. Sebbene tutte le creature magiche siano collegate a un Arcanum, non tutte condividono la stessa profonda connessione, che influisce sul loro uso della magia. In quanto tali, coloro che hanno stabilito una profonda connessione con il loro Arcanum hanno la possibilità di padroneggiarlo.
Gli Arcana sono noti per essere incredibilmente astratti e difficili da capire; e si ritiene che gli umani non sarebbero mai stati in grado di lanciare Magia Primaria senza l'aiuto di una Pietra Primaria. Infatti gli umani non sono nati con la capacità di lanciare magie, ma alcuni possono lanciare incantesimi e controllare una Fonte Primaria usando un artefatto magico come una Pietra Primaria. Altri umani, invece di sfruttare direttamente le Fonti Primarie, scelgono di fare affidamento sull'energia magica contenuta all'interno delle creature magiche, estraendola per la pratica della magia oscura.
A Xadia ognuna delle sei fonti primarie è associata ad un Nexus, ovvero un luogo in cui la connessione con la Fonte è più forte.

#### Magia della Luna
La magia della Luna attinge allo spirito e all'energia della luna. La Luna è ciclica nella sua forza, in relazione diretta con le fasi lunari. Questa fonte è più forte durante la luna piena e il suo Arcanum si basa sul comprendere la vera natura del rapporto tra apparenza e realtà. La maggior parte delle persone crede che la realtà sia l'unica verità e che le apparenze siano ingannano. Tuttavia, coloro che conoscono l'Arcanum della Luna sono consapevoli che puoi conoscere veramente solo l'apparenza stessa e che non puoi mai toccare la cosiddetta realtà che sta al di là della portata della tua stessa percezione. La magia della Luna si basa sulla creazione di illusioni, incantesimi di occultamento, alla connessioni con gli spiriti e il velo tra la vita e la morte. Alcuni maghi della luna sono illusionisti, che usano i loro poteri per confondere e stordire i sensi dei loro nemici. Semplici incantesimi di illusione possono ingannare gli occhi e le orecchie, ma illusioni più potenti possono imitare persino il gusto o il tatto. I maghi della luna possono anche evocare bagliori del passato o mettere a riposo spiriti inquieti. I maghi della luna capiscono che tutte le ombre nascono dalla luce e raggiungere la luce significa proiettare un'ombra. La Luna è associata alle illusione, alla manipolazione, all'amore, alla morte, al fascino, alla riflessione, alla privacy, all'apparenze, alla profondità, alla dualità e ai segreti.
Il Nexus della Luna è un lago sulla cima della Caldera Maledetta, una montagna nel regno di Katolis.

#### Magia del Cielo
La magia del Cielo attinge al vasto cielo, all'energia e al movimento dei venti e al potere dei temporali. Questa fonte è più forte durante una tempesta e in alta quota, e il suo Arcanum consiste nel capire che il cielo ti circonda ovunque e che tu sei al suo interno, oltre che parte di esso, portandolo dentro di te ad ogni tuo respiro. In quanto tale, l'Arcanum richiede qualcuno che capisca che non si hanno bisogno di ali per conquistare l'Arcanum del Cielo, ma che essi stessi sono l'ala portata dalla Primaria. La magia del cielo è talvolta chiamata "magia meteorologica", sebbene sia più di questo. Mentre i maghi del cielo possono evocare vento, fulmini, ghiaccio o nebbia avvolgente, il loro potere non si limita al meteo. Include anche la magia che aiuta a respirare ad altitudini elevate e un mago del cielo di talento può migliorare magicamente i propri movimenti, consentendo raffiche di velocità e salti di grande lunghezza. Anche con un allenamento fisico limitato, un mago del cielo può imparare a compiere imprese di incredibile agilità, rendendoli eccellenti acrobati, ballerini e talvolta ladri. I più potenti tra i maghi del cielo possono trasformare le proprie braccia in ali, dando loro la capacità di volare. Il Cielo è associato alla leggerezza, alla rapidità, all'agilità, all'intelligenza, alla visione, alla potenziale, alla libertà, alla prospettiva e alla chiarezza di visione.
Il Nexus del Cielo è rappresentato dalla Vetta della tempesta, ovvero la montagna di Xadia in cui risiede la Regina dei Draghi Zubeia.

#### Magia del Sole
La magia del Sole attinge dal calore e dall'energia del sole. Questa fonte è più forte quando il sole è al suo massimo, a mezzogiorno. È più debole nel cuore della notte, ma ovunque ci sia luce, la forza primaria del sole può essere invocato; persino la fioca luce della fiamma di una singola candela sarebbe sufficiente per invocarlo e far emergere la sua luce e il suo calore. Il suo Arcanum arriva con un'energia furiosa e positiva, sebbene si manifesti anche attraverso forti emozioni come rabbia, paura o dolore. La magia del Sole ha una duplice natura: può evocare incantesimi di luce, crescita, nutrimento e trasformazione, oppure può invocare fuoco, calore e distruzione. I maghi del sole possono imparare a dominare la luce e il fuoco attraverso la forza della volontà, e alcuni dei più potenti possono usare la luce per guarire e purificare o bandire la malattia e il decadimento. Proiettano un'energia molto positiva e credono che la loro missione sia portare più luce e speranza nel mondo. Tuttavia, devono mantenere un controllo diligente delle loro emozioni e impulsi. Il Sole è associato all'energia, all'insegnamento, alla verità, alla furia, al calore, all'onestà, all'intensità, al carisma, alla leadership, all'ottimismo, alla rivelazione e alla luce guida.
Il Nexus del Sole è rappresentato dalla forgia solare, ovvero la torre più alta della città elfica Lux Aurea.

#### Magia della Terra
La magia della Terra attinge al potere e all'energia all'interno della terra stessa, incarnando la forza duratura della pietra e l'energia vibrante di una nuova vita. Questa sorgente si trova nella sua massima profondità nel sottosuolo o nel cuore di una foresta. il suo Arcanum è incentrato sulla resilienza, la forza d'animo, la pazienza e l'armonia con la natura. La magia della terra proviene da due domini principali: la pietra, i minerali, i cristalli e le gemme della terra, così come la flora e la fauna del mondo vivente. Alcuni utenti possono comunicare con le piante e convincerle a seguire le loro istruzioni formando una relazione con loro. Questo tipo di connessione magica include la crescita di viti giganti che possono essere utilizzate per trattenere un bersaglio, o la capacità di far crescere e diffondere foglie e fogliame per fornire copertura al fine di evitare di essere visti da occhi indesiderati. È più debole in mare, anche se anche i ciottoli trattengono una parte di questa sorgente. Le Pietre Primorie della Terra sono pietre naturali di per sé, spesso un cristallo sfaccettato o una sfera di legno pietrificato. Contengono il potenziale di una possente foresta o di un picco imponente, che si riflette in modelli dendritici, fratture dell'attaccatura dei capelli e cristalli di mica. Possono essere usati per terraformare l'ambiente circostante di qualcuno. La Terra è associata alla forza, alla resistenza, alla guarigione, alla testardaggine, alla crescita, alla storia profonda e all'equilibrio.
Il Nexus della Terra è rappresentato da Umber Tor, ovvero la montagna di Xadia dove risiede l'arcidrago della terra Rex Igneous.

#### Magia dell'Oceano
La magia dell'Oceano attinge alle profondità degli oceani e delle maree, e il suo potere si collega attraverso i fiumi e i laghi che vi rifluiscono. Questa fonte è più forte durante l'alta marea e all'interno dei corpi idrici e si rafforza anche durante le piogge. Il suo Arcanum è comprendere che non si ha il controllo, che ci sono cose che non possono mai essere controllate, e trovare la calma in mezzo al cambiamento costante, comprendere le qualità innate dell'acqua: trasformazione, fluidità e adattabilità. La magia dell'Oceano è in grado di evocare e manipolare l'acqua, compresi i fluidi nel corpo di una creatura. Può anche garantire la capacità di respirare sott'acqua. Oltre agli incantesimi d'acqua, include anche incantesimi di ghiaccio, che sono di natura dinamica e potente, raggiungendo ogni luogo e dovunque. È inoltre in grado di lanciare incantesimi relativi alla vita marina, come pesci, alghe e coralli. Sebbene i deserti e le caverne sotterranee non forniscano le circostanze ideali per lanciare la magia dell'Oceano, si dice che sia necessaria solo una singola goccia d'acqua per utilizzare la fonte. L'Oceano è associato alla flessibilità, alla trasformazione, al flusso, al livello della superficie rispetto alla profondità, alla navigazione e alla consapevolezza.
Il Nexus dell'Oceano è attualmente sconosciuto.

#### Magia delle Stelle
La magia delle Stelle attinge al vasto e senza tempo potere del cosmo. Non si sa quando questa fonte sia al suo massimo. Il suo Aracnum è attualmente sconosciuto. Le leggende suggeriscono che coloro che hanno l'Arcanum delle Stelle risuonano con il battito del cuore cosmico all'interno delle stelle, una qualità celeste che attraversa il tempo e lo spazio. La magia delle stelle potrebbe essere il tipo di magia più potente, ma è poco compresa e lo studio delle stelle è reso più difficile dalla scarsità di creature magiche ad esse collegate, tra cui gli elfi tocco di stella e i draghi delle stelle. La magia delle stelle è talvolta chiamata "magia celeste" o "magia cosmica", poiché implica la manipolazione dello spazio e del tempo, la divinazione, la visione cosmica e la visione dell'Oltre. Può anche essere usata per aprire portali, consentendo il trasporto istantaneo da un luogo all'altro. Consente inoltre abilità quali la telecinesi e la levitare nell'aria. I maghi delle stelle sono estremamente rari: può nascere solo un mago delle stelle in generazioni. Nessun'altra creatura, eccetto gli elfi tocco di stella, ha compreso l'Arcanum delle stelle e, a differenza di altre fonti primarie, i maghi umani si sono esauriti solo cercando di esprimere il concetto a parole. Le Stelle sono associate alla visione, alla verità, all'intelligenza, all'ultraterreno, all'alterazione della realtà, all'atemporalità, al mistero, al destino e ai desideri.
Il Nexus delle Stelle è attualmente sconosciuto.

#### Magia Oscura
La magia oscura, conosciuta anche come la settima fonte, è una forma di magia malvagia e atroce che non si collega direttamente alle Fonti Primarie. Invece, attinge all'energia primordiale all'interno delle stesse creature magiche per alimentare gli incantesimi. A differenza delle sei fonti primarie che hanno ciascuna una natura specifica, la magia oscura è più versatile e ha molti usi. Nella sua forma più estrema, è persino in grado di resuscitare qualcuno dai morti. Gli incantesimi di magia oscura vengono normalmente lanciati attraverso formule magiche in cui il mago parla al contrario. È considerato un modo economico, veloce e facile per lanciare magie e richiede sempre un atto di distruzione e consumo per essere portato a termine. La facilità e la potenza della magia oscura alla fine indussero i maghi oscuri umani a cacciare e bracconare le creature magiche per raccogliere la loro energia magica. Inorriditi dalla pratica, gli elfi e i draghi di Xadia divisero il continente e guidarono tutti gli umani in Occidente, dove continuò a far parte della cultura umana.

### Razze di Xadia

#### Umani
Gli umani sono una specie di esseri che originariamente risiedevano nella terra di Xadia fino al loro esilio nella metà occidentale del continente, in seguito conosciuta come i Regni Umani.

#### Elfi
Gli elfi sono una specie di esseri magici umanoidi che abitano le terre di Xadia. Sono divisi in sei razze in base alla loro connessione con una delle Fonti Primarie della magia che esistono in natura.
- Elfi dell'Ombra della Luna, connessi alla Luna, vivono nei boschi di Xadia.
- Elfi del Fuoco del Sole, connessi al Sole, vivono nella città di Lux Aurea.
- Elfi Ala del Cielo, connessi al Cielo, solo un individuo su dieci nasce con le ali.
- Elfi Terra-Sangue (anche tradotto come "Elfi Sangue della Terra") sono connessi alla Terra, vivono tra le foreste e le montagne di Xadia.
- Elfi Tocco di Stella, connessi alle Stelle, sono molto rari.
- Elfi della Marea, connessi all'Oceano, vivono sott'acqua, isolati dagli altri elfi.[15][16]

#### Draghi
I draghi sono una specie di esseri magici potenti e intelligenti che abitano le terre di Xadia. Sono divisi in sei tipi in base alla loro connessione con una delle Fonti Primarie della magia che esistono in natura. La regina/re dei draghi è colei/colui che governa tutti gli Elfi e Draghi di Xadia. i Draghi più potenti sono chiamati arcidraghi.
- Draghi del Cielo: fanno uso di vari elementi del cielo, inclusi i movimenti del vento, tempeste e nuvole. Si dice che abbiano una natura complessivamente spiritosa e giocosa. Zubeia è l'attuale Regina dei Draghi e Arcidragonessa del Cielo, in precedenza il Re dei Draghi fu Avizandum, meglio conosciuto come Tuono.
- Draghi del Sole: la loro natura è nota per essere appassionata, protettiva e leale. Possono sfruttare i poteri del sole, permettendo loro di esalare flussi di fuoco dalle loro bocche o immagazzinare un immenso calore nei loro corpi. Sono anche noti per la loro relazione simbiotica con i Sunbirds. Sol Regem è l'Arcidrago del sole, e in passato fu il re dei draghi, il suo conflitto con i maghi oscuri fu la causa scatenante della cacciata degli umani ad ovest.
- Draghi della Luna: sono percepiti come belli e sfuggenti, ma anche misteriosi. I loro poteri fanno uso dell'illusione, dell'illuminazione e della creazione delle ombre. Alcuni draghi della luna sono influenzati da varie fasi del ciclo lunare. Luna Tenebris è l'Arcidragonessa della Luna, e in passato fu la Regina dei draghi, dopo lo scoppio della guerra con gli umani.
- Draghi della Terra: sono draghi incredibilmente difficili da trovare a causa della loro esperienza nell'arte del camuffamento. Il loro habitat comprende foreste o terreni sassosi e alcuni abitano persino sotto la superficie della terra. L'Arcidrago della terra prende il nome di Rex Igneous.
- Draghi dell'Oceano: sono draghi rari da incontrare perché sono sempre in movimento, indipendentemente dalla loro natura sociale. Il loro habitat comprende l'oceano e persino i ruscelli, e si fondono con l'ambiente liquido quando entrano in uno specchio d'acqua. L'Arcidragonessa dell'oceano è Domina Profundis.
- Draghi delle Stelle: non ci sono prove dell'esistenza di un Arcidrago delle Stelle nel mondo, e la loro specie è generalmente misteriosa come qualsiasi altra creatura stellare. Non si sa molto su questi draghi ma le leggende dicono che alcuni abitano l'oscurità tra le stelle stesse, mentre altri sembrano nutrirsi della magia delle stelle ingoiandole.[12]

#### Creature magiche
Le terre di Xadia sono piene di creature magiche e alcune rimangono ancora nei Regni Umani anche dopo la divisione del continente. Tutte queste creature sono collegate a una delle sei Fonti Primarie, che permette loro di sfruttare naturalmente l'energia magica dalla rispettiva fonte. La magia oscura, tuttavia, usa l'essenza all'interno delle creature magiche per scatenare il potere oscuro.

### Luoghi di Xadia

#### I Regni Umani
Nel corso dei secoli, l'umanità alla fine si stabilì in cinque grandi regni a ovest di Xadia, ciascuno con i propri governanti e costumi. Hanno goduto di una lunga era di pace e di tanto in tanto i governanti si incontrano per discutere di questioni che riguardano tutta l'umanità. Katolis è il più grande dei cinque regni, con terre che si estendono fino al confine di Xadia. I regni sono:
- Katolis: è il più grande dei cinque regni umani, sia per dimensioni che per potenza militare. I suoi colori distintivi sono il rosso e l'oro e il suo stendardo reca il sigillo del regno: le torri irregolari del castello di Katolis. Poiché Katolis condivide il confine con Xadia, il regno ha una lunga storia di conflitti e guerre con le terre magiche a est.
- Duren: è una nazione lussureggiante considerata il giardino dei regni umani. Il popolo di Duren commercia i loro raccolti con tutti gli altri regni. I colori distintivi di Duren sono il blu e il bianco e il suo simbolo è un fiore.
- Neolandia: si trova nelle aspre terre desertiche settentrionali dei regni umani. Una lotta costante per ottenere acqua e cibo ha dato vita a una civiltà piena di risorse, ma gerarchica. I colori distintivi di Neolandia sono il bianco, il nero e l'oro e il suo simbolo è un elefante.
- Del Bar: è un regno che ha forgiato la sua casa tra le gelide vallate e le rupi delle montagne occidentali. Rinomati per le loro abilità nella caccia e come fabbri, gli abitanti di Del Bar assaporano una vita semplice e pratica a contatto con la natura. I colori distintivi di Del Bar sono il verde e il marrone e il suo simbolo è un serpente.
- Evenere: è nascosto negli affluenti contorti delle paludi, e ha la reputazione di luogo desolato. Tagliata fuori dagli altri regni da qualsiasi strada diversa dalle navi, la gente di Evenere vive una vita fieramente indipendente. I colori distintivi di Evenere sono il nero e il verde e il suo simbolo è una libellula.

#### Il Confine
Il confine tra Xadia e i Regni Umani è un fiume ribollente di lava fusa, creato da potenti draghi quando gli umani furono spinti a ovest per aver praticato la magia oscura. È una cicatrice orribile nella terra ed estremamente pericolosa anche per gli esploratori e i soldati più esperti. Katolis mantiene il Battaglione Permanente, uno dei suoi eserciti più potenti, in costante guardia al confine. Le sue truppe sono guidate dal generale Amaya, un comandante dal pugno di ferro con un profondo odio per Xadia.
Sul confine si trova Tuono, un Arcidrago del Cielo e l'ultimo Re dei Draghi. Per secoli, Tuono ha custodito gelosamente il confine tra i regni umani e Xadia. Dal cielo poteva individuare qualsiasi incursione umana nelle sue terre.

#### Xadia
La grande terra di Xadia è situata ad est dei regni umani ed è ricca di magia. Lì, tutto ha una connessione con una delle sei Fonti Primarie: ogni creatura, pianta, albero, persino la terra stessa. Le più intelligenti delle creature magiche, gli Elfi e i Draghi, governano le armoniose razze di Xadia.

## Produzione

### Concezione e sviluppo
Aaron Ehasz è stato il capo sceneggiatore e regista della serie animata Avatar - La leggenda di Aang e uno scrittore e story editor di lunga data per Futurama. Richmond ha co-diretto il videogioco Uncharted 3: L'inganno di Drake. I due hanno co-fondato lo studio di produzione multimediale Wonderstorm nel 2017, insieme a Justin Santistevan, per lavorare sia sulla serie che su un videogioco correlato. Ehasz e Richmond sono co-creatori e scrittori della serie, mentre Volpe, ex regista di Avatar, è un produttore esecutivo.
Il principe dei draghi presenta apertamente una relazione omosessuale.

### Sceneggiatura
Il finale della seconda stagione è stato modificato rispetto al piano originale per rimanere fedeli a ciò che i personaggi avrebbero scelto. Secondo Ehasz, uno degli obiettivi fondamentali del team creativo riguardo a Il principe dei draghi è "di rappresentare un mondo fantastico che si sente più vario e rappresentativo di mondi e storie fantasy che abbiamo visto in passato".

### Design
La serie è stata creata utilizzando l'animazione computerizzata 3d. Un effetto di Cel-shading e una frequenza di fotogrammi ridotta vengono applicate per rendere l'azione simile all'animazione bidimensionale tradizionale.

## Rappresentazione e Tematiche LGBTQIA+

### Stagione 1
Prima dell'uscita della prima stagione dello show, durante il Comic-Con di San Diego nel luglio 2018, è stato rivelato che la serie avrebbe contenuto personaggi LGBT; tuttavia, non sono stati forniti dettagli o personaggi per evitare spoiler . Il giorno dell'uscita della prima stagione, Wonderstorm ha fatto una dichiarazione sulla gestione della diversità da parte dello show, in cui i co-creatori Aaron Ehasz e Justin Richmond hanno descritto l'importanza di raccontare una storia con personaggi diversi. Per raggiungere il loro obiettivo è stato deciso che l'avrebbero realizzato attraverso una varietà di metodi, con alcuni esempi individuati come l'inclusione della diversità razziale, la rappresentazione di strutture familiari atipiche, nonché persone con disabilità. Accanto a queste forme di rappresentazione è stata individuata anche la rappresentazione dei personaggi LGBT .
Per quanto riguarda la diversa rappresentazione, è stato affermato che con alcuni personaggi i loro archi narrativi "si svolgerebbero in modi che dimostrerebbero chiaramente la loro differenza o rappresentazione immediatamente", ma che con altri personaggi il loro status di minoranze sarebbe "parte della loro identità, ma non fa ancora parte della loro trama o trama". Dopo l'uscita della prima stagione, è stato teorizzato che un elfo senza nome che appare nelle illustrazioni dei titoli di coda di due episodi, soprannominato "Tinker" dai fan, fosse il fidanzato di Runaan .

### Stagione 3
La terza stagione introduce Ethari (marito di Runaan) e il personaggio di Kazi, che gli autori hanno rivelato essere di genere non-binario sul profilo Twitter della serie.

## Distribuzione
La serie fu annunciata il 10 luglio 2018. Un trailer venne pubblicato nel luglio 2018 al Comic-Con di San Diego. La prima stagione de Il principe dei draghi è stata pubblicata su Netflix il 14 settembre 2018.. Gli episodi sono stati pubblicati contemporaneamente, al posto di un formato serializzato, per incoraggiare il binge-watching, un formato che ha avuto successo per altre serie originali di Netflix.
La seconda stagione, annunciata nell'ottobre 2018, è uscita il 15 febbraio 2019 sempre su Netflix.

## Accoglienza
Il sito web di aggregazione di recensioni Rotten Tomatoes riporta che il 100% di 9 critici ha dato alla serie una recensione positiva; il punteggio medio è di 7.8 su 10.
In una revisione preliminare del primo episodio, Aaron Prune di IGN ha elogiato la serie per "esplorare comodamente gli elementi della storia oscura dando al pubblico un assortimento di personaggi adorabili con cui interagire" e l'ha descritta come una "serie animata utile per il pubblico di tutte le età". Esaminando i primi tre episodi, Alex Barasch di Slate è stato positivo nei confronti della serie, dicendo che, nonostante "l'animazione leggermente traballante e alcuni accenti marcatamente più deboli", i fan del fantasy o di Avatar - La leggenda di Aang apprezzeranno. Barasch ha elogiato in particolare l'inclusività dello spettacolo - come Re Harrow ed Ezran, che sono entrambi neri - e il rapporto tra Harrow e Viren, che ha descritto come "uno degli aspetti più convincenti dello spettacolo". Analizzando anche i primi tre episodi, Gavia Baker-Whitelaw di The Daily Dot ha reagito positivamente all'inclusione razziale dello spettacolo, scrivendo che "combina umorismo goofy con una solida base per lo storytelling a lungo termine e lo sviluppo del personaggio, il design dei personaggi mostra un profondo affetto per il genere". Ha criticato l'accento di Rayla come "la parte peggiore dello spettacolo", così come la scarsità di personaggi femminili.

## Opere derivate

### Videogioco
In concomitanza con la serie, Wonderstorm sta sviluppando un videogioco basato sulla serie espandendo la trama. Il gioco sarà un gioco multigiocatori basato sul combattimento, ma non un MMO. Sarà possibile giocare nei panni dei personaggi della serie.

### Libri e racconti
- Callum's Spellbook: è un taccuino che copre le avventure vissute da Callum nel corso del suo viaggio su Xadia, oltre ad appunti che ha preso su diversi aspetti del mondo. È disponibile per l'acquisto come tascabile e file Kindle. Scritto da Tracey West e pubblicato da Scholastic il 3 marzo 2020.[31]
- The Art of The Dragon Prince: un artbook che illustra il dietro le quinte dei contenuti familiari e nuovi della serie. È disponibile per l'acquisto come tascabile e file Kindle. Pubblicato da Dark Horse Comics il 18 agosto 2020.
- Il manuale dal titolo Tales of Xadia è un gioco di ruolo ambientato nel mondo di Xadia. Vengono fornite quattro campagne base: Lost Oasis pubblicata il 4 febbraio 2021, The Gloaming Glade pubblicata il 23 luglio 2021, The Corrupted Core e Sunfire Chronicle.
- Le prime tre stagioni della serie animata sono state adattate in tre romanzi scritti da Aaron e Melanie McGanney Ehasz, e pubblicati da Scholastic:
  - Book One: Moon (The Dragon Prince #1), 2 giugno 2020.[31]
  - Book Two: Sky (The Dragon Prince #2), 3 agosto 2021.
  - Book Three: Sun (The Dragon Prince #3), uscita prevista per il 4 aprile 2023.[32]

### Graphic novel
- Through the Moon: ambientato dopo la fine della terza stagione e prima della quarta, segue le vicende di Rayla nel mondo degli spiriti mentre è alla ricerca di informazioni sui suoi genitori e su Runaan. Pubblicata il 6 ottobre 2020.[31]
- Bloodmoon Huntress: pubblicata il 19 luglio 2022.
- The Puzzle House.

### Musica
Esistono tre album che raccolgono le musiche de Il principe dei draghi, incluse varie musiche di sottofondo della serie Netflix. Gli album sono disponibili su Spotify, iTunes ed Apple Music . La colonna sonora è stata composta dal premio Emmy Frederik Wiedmann.